# 29463 Benjaminpeirce
29463 Benjaminpeirce (1997 TB) là một tiểu hành tinh vành đai chính được phát hiện ngày 2 tháng 10 năm 1997 bởi P. G. Comba ở Prescott.